# Appledore
Appledore is een civil parish in het bestuurlijke gebied Ashford, in het Engelse graafschap Kent met 749 inwoners.